# Comostola conchylias
Comostola conchylias là một loài bướm đêm trong họ Geometridae.